# Карпов (фамилия)
Карпов — русская фамилия, которая изначально была отчеством от канонического мужского имени Карп (karpos — плод). По заключению большинства исследователей название вида речных лучепёрых рыб к этой фамилии не имеет никакого отношения. Тем не менее, Б. Унбегаун в своих записках не исключал такую возможность, хотя анализ частотности этой фамилии указывает, что это маловероятно.
Со временем в русскоязычной среде на базе фамилии Карпов появилось огромное количество модификаций и производных форм: Карпеев, Карпиков, Карпичев, Карпочкин, Карпунин, Карпухин, Карпушин, Карпушкин, Карпычев и другие. Среди украинского населения получили также распространение фамилии Карпенко, Карпушенко, Карпович и ряд других.
Среди этих форм Карпычев и Карпуничев являются фамилиями из отчеств второй степени, то есть первый носитель фамилии был внуком обладателя имени Карп или Капруня. В некоторых случаях фамилия Карпов и её производные могла вести своё происхождение от глагола «карпать(ся)», который в некоторых диалектах русского языка имел значение «медленно делать что-либо», «копаться», а в говорах Белоруссии слово «карпач» означало «ленивый работник».